# Peter Gallagher
Peter Gallagher, född 19 augusti 1955 i New York, är en amerikansk skådespelare. Bland Gallaghers olika film- och TV-framträdanden märks Sex, lögner och videoband (1989), Medan du sov (1995), American Beauty (1999) och OC (2003-2007).

## Biografi
Peter Gallagher föddes i New York och växte upp i Armonk i New York. Han är gift med Paula Harwood och de har två barn tillsammans.
Gallagher spelade Sandy Cohen i TV-serien OC, och har haft en lång och framgångsrik filmkarriär där han har medverkat i ett antal storfilmer, bland annat Medan du sov, American Beauty, Mr. Deeds och Ondskans hus. Peter Gallagher har även spelat i flera musikaler.

## Filmografi i urval
- 1980 – The Idolmaker
- 1985 – Dreamchild
- 1988 – Snacka om spöken
- 1989 – Sex, lögner och videoband
- 1991 – Middan som frös inne
- 1993 – Se upp!
- 1993 – Short Cuts
- 1993 – Skenet bedrar
- 1994 – Strebern
- 1994 – Mrs. Parker and the Vicious Circle
- 1995 – Medan du sov
- 1995 – Cafe Society
- 1996 – Titanic (Miniserie)
- 1996 – Till Gillian på hennes 37-årsdag
- 1996 – Last dance
- 1997 – Mannen som visste för lite
- 1997 – Attentatet
- 1999 – American Beauty
- 1999 – Ondskans hus
- 2000 – Kärlekens makt (TV-film)
- 2002 – Mr. Deeds
- 2003–2007 – OC (TV-serie) (92 avsnitt)
- 2008 – Center Stage - Turn it up
- 2009 – Adam
- 2010 – Burlesque
- 2012 – Step Up Revolution
- 2014–2019 – Law & Order: Special Victims Unit (TV-serie)
- 2015–2016 – Togetherness (TV-serie)
- 2017–2021 – Grace and Frankie (TV-serie)

## Teater

### Roller
| År   | Roll         | Produktion                       | Regi           | Teater                               |
| ---- | ------------ | -------------------------------- | -------------- | ------------------------------------ |
| 1983 | Morgan Evans | The Corn Is Green Emlyn Williams | Vivian Matalon | Lunt-Fontanne Theatre, New York, USA |